# Basacantha cervina
Basacantha cervina är en mångfotingart som först beskrevs av Demange 1965.  Basacantha cervina ingår i släktet Basacantha och familjen Chelodesmidae. Inga underarter finns listade i Catalogue of Life.